# Kajsa Bergqvist
Kajsa Margareta Bergqvist (Sollentuna, 12. listopada 1976.) je umirovljena švedska skakačica u vis.
Osvojila je jednu brončanu medalju na Olimpijskim igrama, jednu zlatnu i dvije brončane medalje na Svjetskom prvenstvu u atletici i jednu zlatnu i jednu brončanu na Europskom prvenstvu. Njezin osobni rekord na otvorenom od 2,06 m, postavljen u Njemačkoj 2003. godine, također je švedski rekord. Njezin dvoranski rekord od 2,08 m postavljen je na mitingu Hochsprung mit Musik 2006. godine, svjetski je dvoranski rekord.

## Životopis

### Karijera
Bergqvist je rođena u općini Sollentuna u okrugu Stockholm. Pokazala je interes za šport kad je imala 6 godina. Okušala se u sportovima poput nogometa, odbojke, badmintona, plivanja i skijaškog trčanja, no za nijedan od njih nije zadržala interes.
Kad joj je bilo 10 godina, njezin stariji brat Anders ju je nagovorio da se natječe u Rösjöloppetu, dugo-prugaškoj disciplini. Nakon tog natjecanja počela je isprobavati nekoliko atletskih disciplina.
Bergqvist je nastavila trenirati u nekoliko atletskih disciplina sve do svoje 15. godine, kada je novi trener, Bengt Jönsson, došao u njezin klub, Turebergs FK. Ubrzo nakon njegovog dolaska, ona i Bergqvist su se odlučili koncentrirati na njezinu najbolju disciplinu - skok u vis.
Pohađala je Southern Methodist University u Dallasu (SAD) 1995-1999, diplomiravši oglašavanje. Bila je NCAA prvakinja 1997. godine, s rezultatom od 1,93 m na kiši na Sveučilištu Indiana nad Amy Acuff iz UCLA-e, završivši svoj niz u dva. Ponovno je pobijedila na susretu NCAA 1999. godine s visinom od 1,90 m u Boiseu. U sezoni 1999. izjednačila je Acuffin rekord koledža na otvorenom od 1,95 m. Taj se rekord ponekad izostavlja jer je postavljen u međunarodnom natjecanju nakon sastanka NCAA.
U periodu 2001. – 2008. je živjela u Monacu.

## Vanjske poveznice
- Galerija fotografija